# كوثبرت باول
كوثبرت باول (بالإنجليزية: Cuthbert Powell)‏ هو محامي وسياسي أمريكي، ولد في 4 مارس 1775 في الإسكندرية في الولايات المتحدة، وتوفي في 8 مايو 1849 في مقاطعة لودون في الولايات المتحدة. حزبياً، نشط في حزب اليمين. وقد انتخب عضو مجلس نواب الولايات المتحدة عن ولاية فرجينيا وانتخب عضو مجلس النواب الأمريكي.